# 148604 Shobbrook
148604 Shobbrook è un asteroide della fascia principale. Scoperto nel 2001, presenta un'orbita caratterizzata da un semiasse maggiore pari a 2,6526605 UA e da un'eccentricità di 0,2052480, inclinata di 12,40518° rispetto all'eclittica.